# LGBT práva ve Federativních státech Mikronésie
Byť je homosexuální pohlavní styk na území Federativních států Mikronésie legální, nemá zde LGBT minorita zaručenou právní ochranu před diskriminací a zločiny z nenávisti.

## Zákony týkající se stejnopohlavní sexuální aktivity
Soulož mezi osobami stejného pohlavní je zde legální.

## Právní postavení párů stejného pohlaví
Země neuznává manželství osob stejného pohlaví, jejich registrované partnerství a ani jinou formu stejnopohlavního soužití. Není dosud známo, zda toto vůbec bylo někdy předmětem veřejných debat, ani jaký je vlastně postoj zdejších obyvatel. Ačkoliv není stejnopohlavní manželství uzákoněno, žádný zákon explicitně nezakazuje dvěma osobám stejného pohlaví uzavřít sňatek, což jej činí pouze de facto neuzákoněným.

## Společenské postoje
Přestože se veřejné projevy lásky mezi osobami stejného pohlaví na území Federativních států Mikronésie neodsuzují, dochází k nim velmi zřídka. Skupina cestovatelů z Velké Británie toto zkoumala a došla k závěru, že by místní mohli brát projevy stejnopohlavní lásky jako urážku, respektive něco co se na veřejnosti nesluší. Podle písemného vyjádření Ministerstva zahraničí Spojených států amerických zde nebyly zaznamenány žádné zprávy o sociálním násilí nebo diskriminaci mířených proti homosexuálům nebo osobám s HIV/AIDS. Jiná publikace zveřejněná společností Asia Pacific Coalition on Male Sexual Health došla k závěru, že mužská i ženská stejnopohlavní sexuální aktivita je zde legální.
Existují zprávy o tom, že se homosexualita v rámci programů sexuální výchovy pro adolescenty popisuje jako abnormalita.
Evangelický pastor z Armády spásy působící v FSM homofobii a terapii homosexuality odsuzuje a stojí si za svým přesvědčením, že sexuální orientace je člověku dána biologicky.

## Služba v armádě
Federativní státy Mikronésie nemají momentálně žádnou armádu s tím, že v případě ohrožení ručí za obranu země Spojené státy podle zvláštní mezinárodní smlouvy.

## Přehled
| Legální stejnopohlavní styk                                                            | Yes                       |
| Stejný věk legální způsobilosti k pohlavnímu styku pro obě orientace                   | Yes                       |
| Antidiskriminační zákony v zaměstnání                                                  | (2018)                    |
| Antidiskriminační zákony v přístupu ke zboží a službám                                 | (2018)                    |
| Antidiskriminační zákony v ostatních oblastech (homofobní urážky, zločiny z nenávisti) | (2018)                    |
| Stejnopohlavní manželství                                                              | No                        |
| Jiná forma stejnopohlavního soužití                                                    | No                        |
| Adopce dítěte partnera                                                                 | No                        |
| Společná adopce dětí stejnopohlavními páry                                             | No                        |
| Gayové a lesby smějí otevřeně sloužit v armádě                                         | FSM nemají ozbrojené síly |
| Možnost změny pohlaví                                                                  |                           |
| Přístup k umělému oplodnění pro lesbické ženy                                          | No                        |
| Náhradní mateřství pro gay páry                                                        | No                        |
| MSM smějí darovat krev                                                                 | No                        |